# Битва на Куруковом озере
 Би́тва на Куруковом озере — бой между крестьянско-казацким войском и войском Речи Посполитой у Курукового озера (нынешняя Полтавская область).

## История
Правительство Речи Посполитой в сентябре 1625 года послало в Южную Киевщину войско во главе с польским гетманом Станиславом Конецпольским.
Городовые казаки во главе с Олифером Голубом планировали объединиться с запорожцами под Переяславом и, удерживая переправы через Днепр, сделать Левобережную Украину основной базой движения. Но, встретившись 10 октября 1625 года с коронным войском, они вынуждены были отступать с боями от Канева в направлении Черкассы—Крылов. После коротких переговоров с поляками под Крыловым городовые казаки перешли Днепр и стали в Пивах, таким образом реализовав, правда в худшей версии, свой план по сбору казачества на Левобережье. Попытку Конецпольского собрать в Киеве плавсредства для продолжения погони заблокировал прибывший сюда отряд из 400 казаков.
Впрочем, действия городовых казаков оказались несогласованными с запорожцами, которых Марк Жмайло вёл правой стороной Днепра. Чтобы объединиться, казакам Голуба пришлось снова переправляться через реку и наскоро закладывать лагерь в устье Цибульника в семи милях от лагеря коронных войск. Причём относительно небольшая численность запорожцев (часть которых до сих пор находилась в морских походах) разочаровала городовых. По сообщению старца Спиридона российским воеводам, с гетманом было «тысячи две» запорожцев. Чтобы пополнить свои ряды, казацкая армия вынуждена была отослать 3-тысячный отряд в тыл коронной армии — в Канев, в Черкассы, в Мошны, во Ржищев.
Количество войска, которое смогли выставить запорожцы, традиционно оценивают в 20—30 тысяч воинов. В свете данных, приведённых Флорей о незначительном количестве запорожцев, прибывших в лагерь на Цибульнике, общая численность казачьего войска может очень существенно недотягивать до цифры 20 тыс. воинов. Численность правительственных войск, согласно традиционным в историографии подсчётам, насчитывала 30 000 солдат, которые к тому же были значительно лучше снаряжены. Среди руководителей находились воевода киевский Томаш Замойский, воевода русский Ян Данилович, каштелян киевский Гавриил Гойский с братом и сыном, каштелян белзкий Матвей Лесньовський, кастелян галицкий Мартин Казановский, подкоморий подольский Станислав Потоцкий, подкоморий киевский Стефан Немирич, старосты: Красноставский Якуб Собеский (он же кравчий коронный), теребовлянский Александр Балабан, брацлавский Адам Калиновский, а также представители родов Вишневецких, Заславских, Корецких, Ельцев, Стрибилив и др.
Главную роль в кампании сыграли солдаты отрядов немецкой пехоты, на долю которых выпало сломать сопротивление пеших казаков в их укрепленных лагерях (одна из изюминок казацкого военного искусства). Несмотря на значительные потери, немцы наконец продемонстрировали преимущество профессионалов над ополченцами. Стратегическая инициатива с самого начала кампании принадлежала коронному войску и его руководство даже сомневалось, примут ли казаки при таких неблагоприятных условиях бой.
В казацком войске существовали споры между старшинами, но это не привело к расколу в их рядах. Выбрав себе гетманом Марка Жмайло, казацкое войско встретило правительственную армию 25 октября 1625 близ городка Крылов (на Цибульнике в урочище Табурище на остатках старого городища). Во время начавшихся переговоров каждая из сторон ознакомила соперника с собственными требованиями.
Казаки, несмотря на заметное преимущество правительственного войска, держались достойно и не хотели существенно уступить ни в одном из пунктов собственной программы. В частности, они требовали закрепления их прав на широкое самоуправление и на особый статус в украинском обществе, который приближался к благородному, а также настаивали на праве казаков заниматься делами православной церкви и защищать последнюю от католических посягательств.
Поляки хотели вернуть казачество к состоянию с перед Хотинской войной, игнорируя все его военные заслуги. Настаивали, чтобы число казаков было уменьшено до 4 тысяч, их гетман назначался правительством, были приостановлены все самостоятельные внешние акции, в частности, морские походы; чтобы беглецы в Запорожье выдавались правительству; и чтобы было покончено с практикой принятия запорожцами чужих послов.
Не достигнув успеха на переговорах, правительственные войска взялись за оружие и 29 октября с трёх сторон напали на казацкий лагерь. Казацкая пехота выстраивалась в 2 шеренги, хотя в тогдашней Европе строй состоял из 6 рядов. Правительственная кавалерия смогла загнать в лагерь казацкую пехоту, после чего на его штурм пошла немецкие отряды. Штурм был отбит, и коронные войска, имея преимущество в артиллерии, прибегли к планомерному обстрелу позиций казаков. Последние ответили вылазками против польских батарей, которые, правда, были вовремя замечены врагом и отражёны, поскольку коронное войско в маневренной коннице имело явное преимущество над главными пешими казаками. Следующий день прошёл в индивидуальных поединках и размышлениях над дальнейшими действиями. Конецпольский приказал готовиться к приступу, ладить корзины, гуляй-города и т. д.
Признав свою позицию неблагоприятной, казацкие военачальники решили ночью отвести армию за 2 мили и укрепиться в урочище Медвежья Лоза. Поляки вовремя заметили отход казаков и послали погоню. Впрочем, казаки ждали её и выставили три мощных заслона в 1,5—3 тыс. человек, которые смогли сдержать поляков до того, как основные силы успели построить укреплённый лагерь (последний из этих отрядов засел в «таборци» из полукруга повозок на левом берегу Курукового озера, против главного казацкого лагеря). Чтобы «сбивать» казаков с этих позиций, коронным хоругвям приходилось ждать подхода немецкой пехоты.
Выбитые из укреплений казаки, если не успевали рассеяться, становились лёгкой добычей вражеской конницы (длинные копья, которые тогда использовались, чтобы сдержать кавалерию в поле, в пёстром вооружении казаков были скорее исключением, чем правилом). Жертву отчаянного казацкого арьергарда на пути к Куруковуму можно считать предвестием подвига полка Ивана Богуна и 300 героев Берестечка, также прикрывшими отступающих собратьев (в 1651 г. ещё, видимо, было немало живых очевидцев Куруковской кампании).
31 октября, окрылённые первыми успехами, поляки без подготовки, с ходу, пошли на штурм Куруковского лагеря. Но выяснилось, что казаки умело выбрали место для обороны. Заболоченная и залесенная местность нейтрализовала действия польской конницы. Часть запорожцев засела в приозёрных зарослях и всячески донимали поляков, внося беспорядок в их построения. Сам лагерь встречал «благородное воинство» сокрушительными залпами огня из ружей и пушек. Первая попытка стремительного наступления, предпринятая Замойским, едва не закончилась смертью для него самого (пуля попала в грудь и только броня спасла его жизнь). Отражённым было и наступление немецкой пехоты под руководством мальтийского кавалера Юдицкого (сам он ранен).
Вновь организованный штурм, уже под руководством Конецпольского, также дал немного. Сам гетман впоследствии писал королю, что казаки «добрую оборону сделали».
Потери коронного войска, которые с каждым часом битвы становились все более ощутимыми, угрожая фактически потерей обороноспособности Речи Посполитой, охладили пыл коронных комиссаров. Конецпольский, воспользовавшись тем, что из лагеря казаков послышался шум, трактовал его как готовность врага сложить оружие и приказал отвести войска. Однако казаки и не думали слать послов с выявлением повиновения, и польскому главнокомандующему пришлось самому выслать парламентёров.
Впрочем, положение казаков было безотрадным. Бои на Цибульнике показал преимущество коронных войск в поле, часть казацкого лагеря с припасами пропала при отступлении, надежды на скорую помощь осаждённым в лагере у Курукового озера не было.
Переговоры начались 3 ноября, причём обе стороны вели себя довольно любезно. 4 ноября казаки избрали гетманом Михаила Дорошенко, который 5 ноября направил Конецпольскому декларацию с готовностью подписать соглашение. 6 ноября послы-комиссары Речи Посполитой Собеский и Балабан были торжественно встречены в поле перед лагерем 300-ми казаками и сопровождены до Дорошенково шатра, где приняли присягу общего казацкого круга. Текст её приводит биограф Замойского Станислав Журковський:
Мы атаман, чернь вся и т. д. войско Его Королевской Милости господина нашего милого запорожское, единодушно и каждый из нас особняком присягаем господину Богу всемогущему, в Троице Святой единственном на том, что оказывая теперь по воле ЙКМ господина своего милостивого от сего времени, верность, подданство Королеве ЙМ беречь, послушенство всяческое старшим нашим отдавать будем: на море из Днепра не ходить, господа цесаря турецкого не наезжать, лодки морские все сжечь, укладов со сторонними господами, кроме с согласия Короля ЙМ пана нашего милостивого, не творить, и ничего такого, чтобы с обидой маестату ЙКМ и Речи Посполитой быть мало, оказывать не имеем; конечно после всего что дня нынешнего с Их милость господами Комиссарами решено теперь делать имеем. Так нам господин Боже помоги в Троице святой единственный.
На следующий день казацкий гетман со старшиной посетили Конецпольского, который оставил их на пир. После этого оба войска начали отступление на зимние квартиры.
Мирное соглашение не предусматривало традиционную выдачу казацких вожаков и соглашалось не на 4-х, а на 6-тысячный казацкий реестр. Новым казацким старшинам правительство, чтобы обеспечить лояльность, даже соглашался установить отдельное повышенное жалованье.